# Coenocyathus bowersi
Espèce
Statut CITES
Coenocyathus bowersi est une espèce de coraux appartenant à la famille des Caryophylliidae.